# 民部省
民部省（日语：／／ Minbusyō）是日本律令统治时代設置的八省之一，并持续存在，直到明治時代的一个中央政府机构。

## 律令制时代
民部省是日本律令制八省之一，和訓是“ （民司，Tamitsukasa) ”。民部省是模仿中國律令制官制中的戶部制定的官廳，总管民政、赋税、國土資源、交通，包括各令制國的户口、田土、山河、道路、贡物等。民部省作为当时的民政與财政机构，但相較於中國的戶部他沒有管轄國庫、調節財政的權力，也不負責規定度量衡和平衡物價，這些職責是另一個省廳--大藏省的職務。不過民部省负责最重要的户口管理和税收，因此重要性高於大藏省。必须注意户籍中，有关姓氏、繼嗣、婚姻是属于治部省管辖的。
然而，根据862年7月公告，各令制国向朝廷提出的申请，除贡物豁免外，均由太政官决定，并由太政官以太政官符直接通知各国（贡物豁免仍由民部省发布），该规定在《贞观式》”被确立并延续，反映律令制的衰退，律令制的行政规范已经无法适应时代发展，此后大多数与民部省相关的职责都改由太政官处理，民部省只处理与地方政府有关的行政事务。

### 民部省符
民部省向其管辖的官员和各国國司颁发的公文書，称为民部省符。随着平安时代中期以后庄园制度的发展，主管田土的民部省参与了庄园相关的工作，处理当时出现的各种与土地所有权问题。经许可颁发太政官官符或民部省符的庄园，称为官省符庄，官省符庄具有被称为不输之权的特权，免除向朝廷缴纳赋税的义务，民部省符是在天皇或太政官授意下由民部省发给，这是因为庄园的不输之权属于贡物免除，是民部省的职权。。

### 职官
民部省長官是正四位下的民部卿，由于是处理户口、土地所有权和税收的重要职位，因此通常由中纳言以上的公卿担任。另外负责民部省实务的判官--民部大丞和民部少丞也被视为重要官职，他们也被称为“民部大夫”，按惯例毎年正月民部丞中地位最高者会被授予从五位下的品秩。与六位藏人、式部丞、外记、史、檢非違使等官职一样，被授予从五位下的民部丞有资格获任命为国司官员统领一方。
民部省大輔以下的定員包括 (大輔和少輔後來設置權官)：
- 大輔（正五位下相当）一人
- 少輔（從五位下相当）一人
- 大丞（正六位下相当）二人
- 小丞（從六位上相当）二人
- 大錄（正七位上相当）二人
- 少錄（正八位上相当）二人
- 史生（日语：史生）
- 書生
- 省掌
- 使部
- 直丁

### 次级机构
- 主計寮（日语：主計寮）
- 主税寮（日语：主税寮）
- 廩院（日语：廩院）

## 明治时代
明治维新开始后，日本中央官制进行改革，1869年5月19日设置民部官为太政官之一，管理所有国内事务。8月15日戊辰战争结束后中央改为二官六省，恢复民部省，9月与大藏省合并，1870年又与大藏省分离。
当时对于民部省与大藏省的分合问题有激烈争论，漸進派的岩倉具視、大久保利通与激进派三条实美、木戶孝允产生对立，激进派认为为了强化中央集权，负责徴税的民部省与主管财政的大藏省应该合并，而且事务上两省主要官职都是兼任，例如伊藤博文曾担任民部兼大藏少輔；但是两省在政策上有所对立，负责地租改正的民部省必须面对地方的穷困问题，而大藏省为了确保国家收入却必须增加税收，同时反对合并者也担心大藏省因合并民部省势力独大，以及强化中央集权夺取地方势力的利益。
1870年在反对强化中央集权的地方势力支持下大久保利通等參議决议分离大藏省与民部省，但是中央政府内部的旧幕府官员反对该决议，事实上旧幕府官员比起藩士接触更多欧美新事务，对激进改革、中央集权较为支持。最终1871年民部省并入大藏省，而民部省中负责殖産興業的部门独立为工部省。

### 文献
- 早川庄八, , 古代史論叢 2 (中) (吉川弘文館), 1978, 2 (中): 170
- 佐藤信, , 奈良平安時代史論集. 土田直鎮先生還暦記念会編 2(下) (吉川弘文館), 1984, 2(下): 79
- 松尾正人『廃藩置県』（1986年、中央公論社）